# شلیک مستقیم
شلیک مستقیم (به انگلیسی: Gutshot Straight) یک فیلم ویدئویی اکشن آمریکایی محصول سال ۲۰۱۴ به کارگردانی جاستین استیل است و با بازیگران اصلی فیلم جرج ایدز ، آنالین مک‌کرد ، آنالین مک‌کرد ، استیون لانگ ، استیون سیگال ، تیا کریر ، وینی جونز ، تد لواین و فیونا دوریف می‌باشند.

## داستان
یک پوکر باز حرفه‌ای وقتی با شرطی غیرقابل انتظار از طرف یک شخص اسرار آمیز مواجه می‌شود، درگیر مشکلات دنیای خلافکاران زیرزمینی میگردد…

## تولید
این فیلم در لاس وگاس فیلمبرداری شده است.